# Hidaway Springs
Hidaway Springs az Amerikai Egyesült Államok Oregon államának Umatilla megyéjében elhelyezkedő önkormányzat nélküli település.
Itt található az azonos nevű, 38 °C hőmérsékletű geotermikus forrás.